# Chefkoch (Marke)
Chefkoch ist ein deutschsprachiges Webportal zum Thema Kochen und Backen, das von der Chefkoch GmbH mit Sitz in Bonn betrieben wird. Mit über 22 Millionen Nutzern zählt es zu den beliebtesten Websites in Deutschland und ist Europas größte Plattform in ihrem Bereich. Chefkoch wurde 1998 gestartet und im Jahr 2007 vom Hamburger Verlagshaus Gruner + Jahr gekauft. Seitdem sind weitere Produkte rund um die Marke Chefkoch entstanden, etwa die Chefkoch Apps und das Chefkoch Magazin.

## Geschichte
In den 1990er-Jahren gründeten Alexander Meis, Martin Sarosiek und Martin Wojtaszek in Sinzig die Internetagentur Pixelhouse Media Services. Als Demonstration einer datenbankgestützten Website entstand eine Sammlung von Rezepten unter den Domains chefkoch.de für Deutschland und chefkoch.at für Österreich. Nach dem Start im Oktober 1998 stieß das Projekt auf große Resonanz und überschritt im Jahr 2001 die Marke von zwei Millionen Seitenabrufen monatlich. Daraufhin öffneten die Betreiber die Plattform für die Community, sodass registrierte Nutzer eigene Rezepte hinzufügen und Sammlungen anlegen konnten.
In den ersten fünf Jahren seines Bestehens sammelte Chefkoch rund 20.000 Rezepte, die von Beginn an in redaktionell erstellte Kategorien sortiert wurden, um die Auffindbarkeit zu erleichtern. In der Öffentlichkeit wurde die Plattform als Beispiel für den aufkommenden „Kochkult“ erwähnt. Dabei spielten auch exotische Rezepte eine Rolle, etwa für eine „Bratwurst-Torte mit Senfkruste“, die von anderen Medien übernommen wurden. Es entstanden zahlreiche Nachahmer von chefkoch.de, etwa daskochrezept.de.
Im Jahr 2004 wurde Chefkoch zum alleinigen Produkt von Pixelhouse. Die Agentur wurde von einer Personengesellschaft in eine Kapitalgesellschaft umgewandelt, um sich für externe Investoren zu öffnen. Tatsächlich erwarb Gruner + Jahr im Jahr 2007 unter der Führung von Bernd Kundrun die Mehrheit an Chefkoch für einen Kaufpreis in Millionenhöhe, um sich eine führende Position im „Online-Segment Food“ zu sichern. Auch andere Verlage hatten Interesse an dem profitablen Unternehmen. Im selben Jahr wurde der Unternehmenssitz nach Bad Neuenahr-Ahrweiler verlegt.
Im Jahr 2010 wurde Chefkoch als „beste Ratgeberseite“ Deutschland ausgezeichnet. Mit Unterstützung des Mutterunternehmens Gruner + Jahr behauptete das Portal seine Position als „Europas größte Koch-Community“. Chefkoch ist heute eine der wichtigsten Marken von Gruner + Jahr. Laut taz bildet das Portal einen Gegenpol zum Foodporn: Die Gerichte seien zum Essen gedacht, während die professionell erzeugten Fotos auf Instagram eher der Vermarktung dienten.

## Unternehmen
Das Webportal Chefkoch sowie die Chefkoch Apps werden von der Chefkoch GmbH betrieben. Das Stammkapital der Gesellschaft ist von der Gruner + Jahr GmbH aufgebracht, die wiederum einen von acht Unternehmensbereichen der Bertelsmann SE & Co. KGaA bildet. Die Geschäftsführung der Chefkoch GmbH haben Stefan Waschatz und Arne Wolter übernommen.

## Angebote

### Webpräsenz
Kern der Marke Chefkoch ist eine deutschsprachige Webpräsenz, die sich in vier Hauptbereiche (Rezepte, Magazin, Community und Videos) gliedert. Dreh- und Angelpunkt des Portals sind rund 340.000 Rezepte fürs Kochen und Backen. Neben den Zutaten und Hinweisen für die Zubereitung enthalten diese meist auch Bilder, häufig auch Videos. Die Rezepte sind in Kategorien sortiert und im Volltext durchsuchbar. Zutaten können auf die Bring!-Einkaufsliste übernommen werden, die als App für Smartphones, Smartwatches und Desktop-Computer zur Verfügung steht. Chefkoch bietet zudem einen Wochenplan und unterstützt die Nutzer bei der Resteverwertung.
Aktuell verzeichnet Chefkoch fünf Millionen registrierte Nutzer, die sich in Foren über verschiedenste Themen rund um das Kochen und Backen austauschen. Registrierte Nutzer können eigene Rezepte veröffentlichen und die Vorschläge anderer Nutzer bewerten und kommentieren, sodass neben der redaktionellen Auswahl eine kollaborative Sammlung empfehlenswerter Rezepte entsteht. Außerdem können Nutzer Rezepte in ihrem persönlichen Kochbuch speichern und so von überall darauf zugreifen.
Auch in sozialen Netzwerken und Medien veröffentlicht Chefkoch täglich Rezeptideen und hilfreiche Hinweise fürs Kochen und Backen.

### Apps
Ergänzend zur Website gibt es seit 2011 Apps für die Betriebssysteme von Apple und Google. Dabei unterstützt Chefkoch nicht nur Smartphones und Tablets, sondern beispielsweise auch Streaming-Boxen. Die redaktionell erstellten Videos unterscheiden sich stark von herkömmlichen Kochshows, da die Zubereitung der Speisen und nicht die Unterhaltung im Vordergrund steht. Seit einiger Zeit lassen sich Rezepte von Chefkoch zudem über die Sprachassistenten Amazon Echo oder Google Assistant abrufen.

### Magazin
Seit 2013 erschien bei Gruner + Jahr monatlich das Chefkoch Magazin, das in einer unabhängigen Redaktion entsteht. Diese wird sowohl als gedruckte Ausgabe als auch in ePaper-Form verbreitet. Die verkaufte Auflage beträgt rund 85.000 Exemplare bei einer Reichweite von 1,2 Millionen Lesern. Im Februar 2023 hat der Verlag Gruner + Jahr angekündigt, das Magazin einzustellen.

## Reichweite
Chefkoch ist das reichweitenstärkste deutschsprachige Angebot fürs Kochen und Backen. Über alle digitalen Nutzungsarten hinweg, also Websites und Apps zusammengenommen, kommt Chefkoch auf 22 Millionen Nutzer im Monat, mehr als 90 Millionen Visits und 500 Millionen Impressions.
Die Vermarktung der Marke Chefkoch und aller zugehörigen Angebote übernimmt G+J e|MS. Dieser ist Partner der Ad Alliance und erreicht über 99 % der deutschen Bevölkerung.